# Pavel Aleksandrovitj af Rusland
Pavel Aleksandrovitj af Rusland (russisk: Павел Александрович Романов; tr. Pavel Aleksandrovitj Romanov) (3. oktober 1860 — 30. januar 1919) var en russisk storfyrste, der var søn af zar Aleksandr 2. og zarina Maria Alexandrovna.

## Biografi

### Tidlige liv
Storfyrst Pavel blev født den 3. oktober 1860 på Katarinapaladset i Tsarskoje Selo udenfor Sankt Petersborg i det Russiske Kejserrige. Han var den sjette søn og yngste barn af Tsar Aleksandr 2. af Rusland og hans hessiske hustru Storfyrstinde Maria Aleksandrovna (født som Prinsesse Marie af Hessen og ved Rhinen). Han havde syv ældre søskende: Storfyrstinde Aleksandra (der var død som barn i 1849), Storfyrst Nikolaj, Storfyrst Aleksandr (der efterfulgte deres far som tsar Aleksandr 3. af Rusland), Storfyrst Vladimir, Storfyrst Aleksej, Storfyrstinde Maria og Storfyrst Sergej.

### Første ægteskab
Storfyrst Pavel giftede sig første gang den 17. juni 1889 i Vinterpaladset i Sankt Petersborg med Prinsesse Alexandra af Grækenland, datter af Kong Georg 1. af Grækenland og Storfyrstinde Olga Konstantinovna af Rusland. I ægteskabet blev der født to børn, Storfyrstinde Maria Pavlovna af Rusland og Storfyrst Dmitrij Pavlovitj af Rusland. Storfyrstinde Alexandra døde i barselsseng den 21. september 1891.

### Andet ægteskab
I 1895 indledte Storfyrst Pavel en affære med en gift kvinde, Olga Valerianovna Karnovitj, datter af Valerian Karnovitj og Olga Meszaros og gift von Pistolkors. Han formåede at arrangere en skilsmisse for hende, og han giftede sig til sidst med hende den 10. oktober 1902 i Livorno i Italien. Da Romanov-familiens huslove forbød ethvert ikke-jævnbyrdigt ægteskab, forbød tsar Nikolaj 2. dem at vende tilbage til Rusland, og Pavel fik ikke lov til at tage børnene med sig i eksil. I dette ægteskab blev der født 3 børn.

### Død
Storfyrst Pavel døde 58 år gammel den 30. januar 1919, hvor han blev skudt af bolsjevikkerne i Peter og Paul-fæstningen (russisk: Петропавловская крепость) i Sankt Petersborg.

## Eksterne links
- Wikimedia Commons har flere filer relateret til Pavel Aleksandrovitj af Rusland